# Ixora clarae
Ixora clarae là một loài thực vật có hoa trong họ Thiến thảo. Loài này được Mouly & Pisivin mô tả khoa học đầu tiên năm 2007.